# 40º Exército (União Soviética)
O 40º Corpo do Exército Soviético foi uma unidade do exército da União Soviética, que participou de diversos combates na Segunda Guerra Mundial de 1941 a 1945 e depois lutou na dianteira da invasão soviética do Afeganistão de 1979 a 1989.